# Lillhärjåbygget
Lillhärjåbygget är ett kulturreservat vid Lillhärjån i sydvästra Härjedalens kommun.
Lillhärjåbygget är ett fjälljordbruk på med fäboddrift, som anlades 1804 och blev en officiell bosättning i samband med en avvittring 1842. Nybygget var tre fjärdingsväg (åtta kilometer) långt och 1,25 kilometer brett på var sida om Lillhärjån och skattebefriades i 15 år. Jordbrukare i Lillhärdals kyrkby hade dock utnyttjat platsen för slåtter redan sedan 1500-talet. 
Gårdens nuvarande yta är på 2 689 hektar och fastställdes 1875 när det blev ett skattehemman och kom i ägo av Olof Eriksson och Karin Kjelsdotter. Deras ättlingar har sedan dess brukat gården.
Lillhärjåbygget ligger i väglöst land, 710 meter över havet. Från Storhärjåvallen är det omkring sju kilometers gångväg dit. På gårdstunet, och i dess närhet finns ett flertal byggnader, varav tre bostadshus. I juni 1934, en dag med kraftig vind, brann åtta byggnader ner efter att en gnista från skorstenen i manbyggnaden tänt eld på ett spåntak. Gården byggdes sedan upp igen. Den har 19 byggnader i två grupper, en söder om Lillhärjån och en norr om. Det finns också 16 ängslador, varav sju på utmarksslåttermark.
Jordbruket är baserat på djurskötsel av sju kor av den del av rasen fjällkor som betecknas lantrasen fjällnära boskap, samt får, häst och höns. Lillhärjåbyggets fäbod Hackåsvallen anlades på 1880-talet och ligger en dryg halvmil bort uppåt fjället. På fäboden, där korna vistas en månad i augusti-september, finns fäbodstugor, ladugårdar, stall, härbre och ängslada.
Kulturreservatet inrättades 2002.

## Externa bilder
- Bild från Lillhärjåbygget